# Macravestibulum obtusicaudum
Macravestibulum obtusicaudum är en plattmaskart. Macravestibulum obtusicaudum ingår i släktet Macravestibulum och familjen Pronocephalidae. Inga underarter finns listade i Catalogue of Life.